# Ukrainischer Staat
Der Ukrainische Staat (ukrainisch Українська держава Ukrajinska derschawa), auch das Hetmanat (ukrainisch Гетьманат Het’manat) genannt, war ein kurzlebiger ukrainischer Staat. Er wurde während des Ersten Weltkrieges am 29. April 1918 mit Unterstützung der Mittelmächte gegründet, nachdem sie die Zentralna Rada der Ukrainischen Volksrepublik (UNR) aufgelöst hatten.

## Geschichte

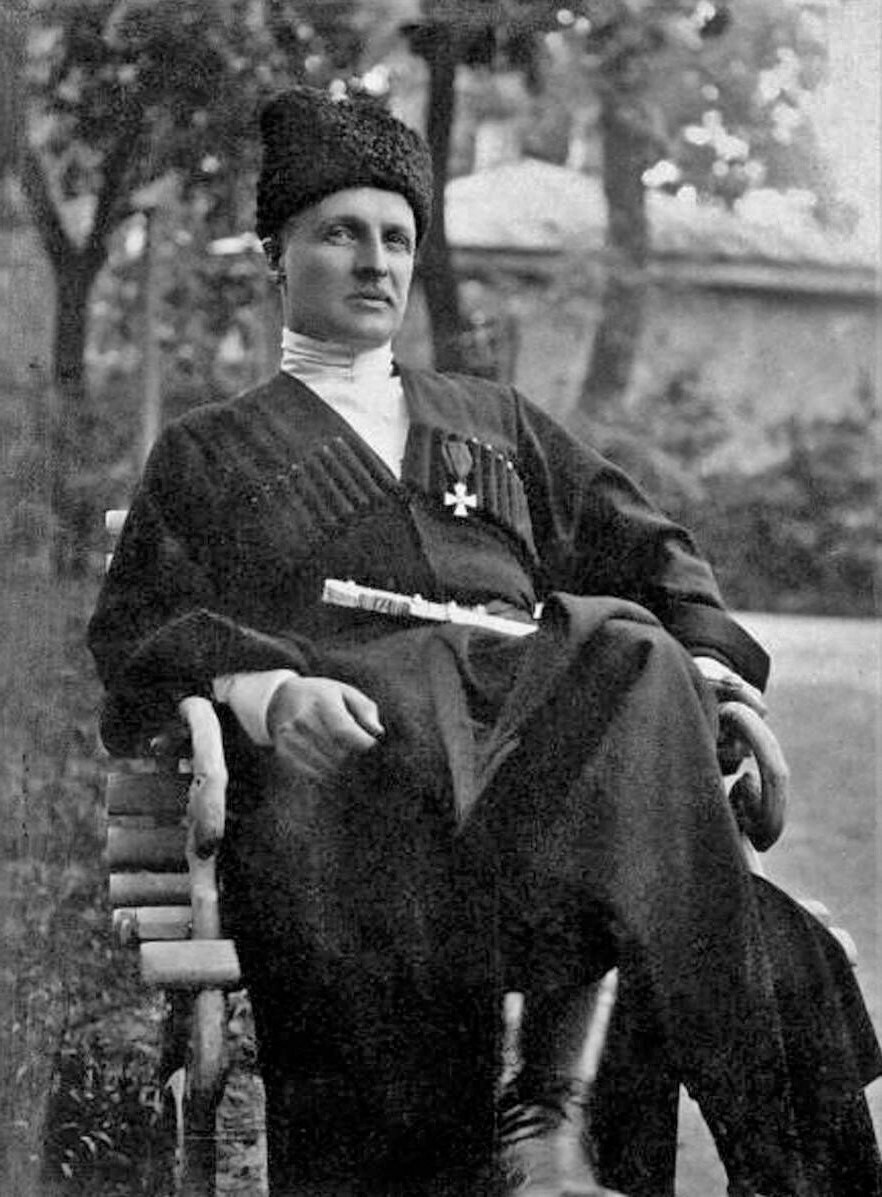
Hetman Pawlo Skoropadskyj

In den Friedensverhandlungen von Brest-Litowsk unterzeichneten Vertreter der Mittelmächte einerseits und der sozialistischen Regierung der Ukrainischen Volksrepublik am 9. Februar 1918 den sogenannten „Brotfrieden“. Er beruhte im Wesentlichen auf der Absprache, dass die UNR landwirtschaftliche Produkte nach Deutschland liefern würde und im Gegenzug militärische Hilfe gegen die Bolschewiki erhalten würde. Die sowjetrussische Seite hatte sich bislang geweigert, die für sie unannehmbaren Bedingungen des von den Deutschen vorgeschlagenen Friedensvertrages zu unterzeichnen.
Ab dem 18. Februar 1918 marschierten deutsche und österreichisch-ungarische Truppen in die Ukraine ein und besetzten sie (vgl.: Operation Faustschlag). Mit Unterstützung der Mittelmächte konnte die Regierung der UNR, die zuvor vor den heranrückenden roten Truppen hatte fliehen müssen, nach Kiew zurückkehren.
Mit der Zeit zeigte sich jedoch, dass die Ukrainische Volksrepublik weder in der Lage noch gewillt war, im gewünschten Maße mit den Besatzungstruppen zusammenzuarbeiten. Daher löste die deutsche Besatzungsmacht am 28. April 1918 die gerade tagende Zentralna Rada gewaltsam auf. Am nächsten Tag wurde der konservative Großgrundbesitzer und General Pawlo Skoropadskyj, der in Verhandlungen zuvor den deutschen Bedingungen zugestimmt hatte, von einem Kongress grundbesitzender Bauern zum Hetman der ganzen Ukraine erklärt.
Mit der Bezeichnung des Staatsoberhauptes als Hetman erhoffte man sich über die Anknüpfung an nationale kosakische Traditionen einen Legitimitätsgewinn in den Augen der Bevölkerung.
Darüber hinaus benannte er den Staat in Ukrainischer Staat um. Noch am selben Tag gab er ein Manifest heraus, in dem er die Schaffung einer Heimat für alle Ukrainer versprach und eine provisorische Verfassung vorstellte.
Die Regierung Skoropadskyjs war de facto eine von deutschen Truppen gestützte Diktatur der meist russischen Grundbesitzer, Geschäftsleute, Unternehmer und Verwaltungsbeamten. Gegen sie gab es viel Widerstand, besonders auf dem Land. Zur Unterdrückung von Unruhen und regionalen Bauernaufständen wurde immer wieder deutsches Militär eingesetzt.
Um sich die Unterstützung der nationalistischen Opposition zu sichern, bemühte sich der Hetman um einen nationalen Anstrich. So förderte er ukrainische Kunst und Kultur und ließ Schulen einrichten. Die soziale und wirtschaftliche Lage blieb katastrophal, Skoropadskyjs Regierung wurde nur von sehr geringen gesellschaftlichen Kräften aus der Ukraine selbst unterstützt, hingegen gab es starke Opposition gegen sie.
So lösten sich als Protest gegen den Putsch Teile der Ukrainischen Armee wie auch die Sitscher Schützen auf oder desertierten.
Der Widerstand gegen die Regierung Skoropadskyjs im Land nahm weiter zu und am 30. Juli wurde Hermann von Eichhorn, der Befehlshaber der deutschen Truppen in Kiew, von einem Linken Sozialrevolutionär in Kiew ermordet. Als ab ungefähr August 1918 eine Niederlage der Mittelmächte im Ersten Weltkrieg immer wahrscheinlicher wurde, begann Skoropadskyj sich nach anderer Unterstützung umzusehen, damit er sich an der Macht halten konnte. Daher baute er immer engere Kontakte zu den Weißen Truppen im Russischen Bürgerkrieg auf, was die Unterstützung der ukrainischen Bevölkerung für ihn jedoch noch weiter einbrechen ließ.

## Ukrainischer Bürgerkrieg
Am 16. November 1918 brach in der Stadt Bila Zerkwa bei Kiew ein offener Volksaufstand gegen die Regierung Skoropadskyj aus. Die Aufständischen gewannen schnell an Boden und konnten Skoropadskyj so bereits am 14. Dezember desselben Jahres zum Rücktritt vom Amt des Hetmans zwingen, als die Ukrainische Volksarmee Kiew eroberte. Zwar befanden sich zur Zeit des Bürgerkrieges noch Truppen der Mittelmächte im Land, allerdings hatten sie nach dem Waffenstillstand von Compiègne kein Interesse mehr daran, in die inneren Angelegenheiten des Landes einzugreifen. Auch die inzwischen zahlreich in der Ukraine befindlichen russischen Weißen Truppen unter Anton Denikin und die ab Dezember 1918 in der Ukraine intervenierenden Entente-Mächte konnten den Bürgerkrieg nicht mehr wenden. Nach der Abdankung des Hetmans wurde dessen Regierung durch das Direktorium der Ukrainischen Volksrepublik ersetzt, welches die Ukrainische Volksrepublik neu gründete, aber nach wenigen Wochen von der Roten Armee und den Bolschewiki aus Kiew verdrängt wurde, die im Januar 1919 die Sowjetukraine neu gründeten.

## Regierungen des ukrainischen Staates
Die Regierung des ukrainischen Staates war der Ministerrat des ukrainischen Staates (Рада Міністрів Української Держави Rada Ministriw Ukrajinskoji Derschawy).
Folgende Minister waren in den einzelnen Ressorts in den Regierungen des Staates tätig:
| Ressort                                            | 30. April – 4. Mai                                        | 4. Mai – 24. Oktober                                                       | 25. Oktober – 14. November                         | 14. November – 14. Dezember                            |
| -------------------------------------------------- | --------------------------------------------------------- | -------------------------------------------------------------------------- | -------------------------------------------------- | ------------------------------------------------------ |
| Vorsitzender des Ministerrates („Ataman-Minister“) | Mykola Wassylenko                                         | Fedir Lysohub                                                              | Fedir Lysohub                                      | Serhij Herbel                                          |
| Auswärtige Angelegenheiten                         | Mykola Wassylenko                                         | Dmytro Doroschenko                                                         | Heorhij Afanasjew                                  | –                                                      |
| Innere Angelegenheiten                             | Oleksandr Wyschnewskyj (Олександр Андрійович Вишневський) | Fedir Lysohub                                                              | Ihor Kistjakiwskyj                                 | –                                                      |
| Militär                                            | –                                                         | Alexander Franzewitsch Ragosa                                              | –                                                  | –                                                      |
| Marine                                             | Mykola Maksymow (Микола Лаврентійович Максимов)           | Mykola Maksymow                                                            | Andrij Pokrowskyj (Андрій Георгійович Покровський) | –                                                      |
| Finanzen                                           | Anton Rschepezkyj                                         | Anton Rschepezkyj                                                          | Anton Rschepezkyj                                  | Anton Rschepezkyj                                      |
| Handel                                             | Serhij Hutnyk (Сергій Михайлович Гутник)                  | –                                                                          | –                                                  | Serhij Mering (Сергій Федорович Мерінг)                |
| Arbeit                                             | Julij Wahner (Юлій Миколайович Вагнер)                    | Julij Wahner                                                               | Maksym Slawynskyj                                  | Wolodymyr Kossynskyj (Володимир Андрійович Косинський) |
| Transport                                          | Borys Butenko (Борис Аполлонович Бутенко)                 | Borys Butenko                                                              | –                                                  | W. Je. Landeberh (В. Є. Ландеберг)                     |
| Ernährung                                          | Jurij Sokolowskyj (Юрій Юрійович Соколовський)            | Jurij Sokolowskyj                                                          | –                                                  | –                                                      |
| Bekenntnisse und Kirchen                           | Mykola Wassylenko                                         | Wassyl Senkiwskyj                                                          | Oleksandr Lotozkyj                                 | Mychajlo Woronowytsch (Михайло Михайлович Воронович)   |
| öffentliche Gesundheit                             | Wsewolod Ljubynskyj (Всеволод Юрійович Любинський)        | Wsewolod Ljubynskyj                                                        | Wsewolod Ljubynskyj                                | –                                                      |
| Justiz                                             | Mychajlo Tschubynskyj                                     | Mychajlo Tschubynskyj                                                      | Andrij Wjaslow                                     | Wiktor Rejnbot (Віктор Євгенович Рейнбот)              |
| Bildung                                            | –                                                         | Mykola Wassylenko                                                          | Petro Stebnyzkyj                                   | Wolodymyr Naumenko                                     |
| Landwirtschaft                                     | –                                                         | Wassyl Kolokolzow (Василь Григорович Колокольцов)                          | –                                                  | –                                                      |
| Zustandssteuerung                                  | –                                                         | Heorhij Afanasjew                                                          | –                                                  | –                                                      |
| Staatssekretariat                                  | Mychajlo Hyschyzkyj (Михайло Львович Гижицький)           | * Ihor Kistjakiwskyj * Serhij Sawadskyj (Сергій Володиславович Завадський) | –                                                  | –                                                      |

## Territoriale Gliederung
Der Ukrainische Staat nutzte für sein Territorium die administrativ-territoriale Einteilung des Russischen Reiches. Er wurde in neun Provinzen und zwei Bezirke (Okrug) aufgeteilt:

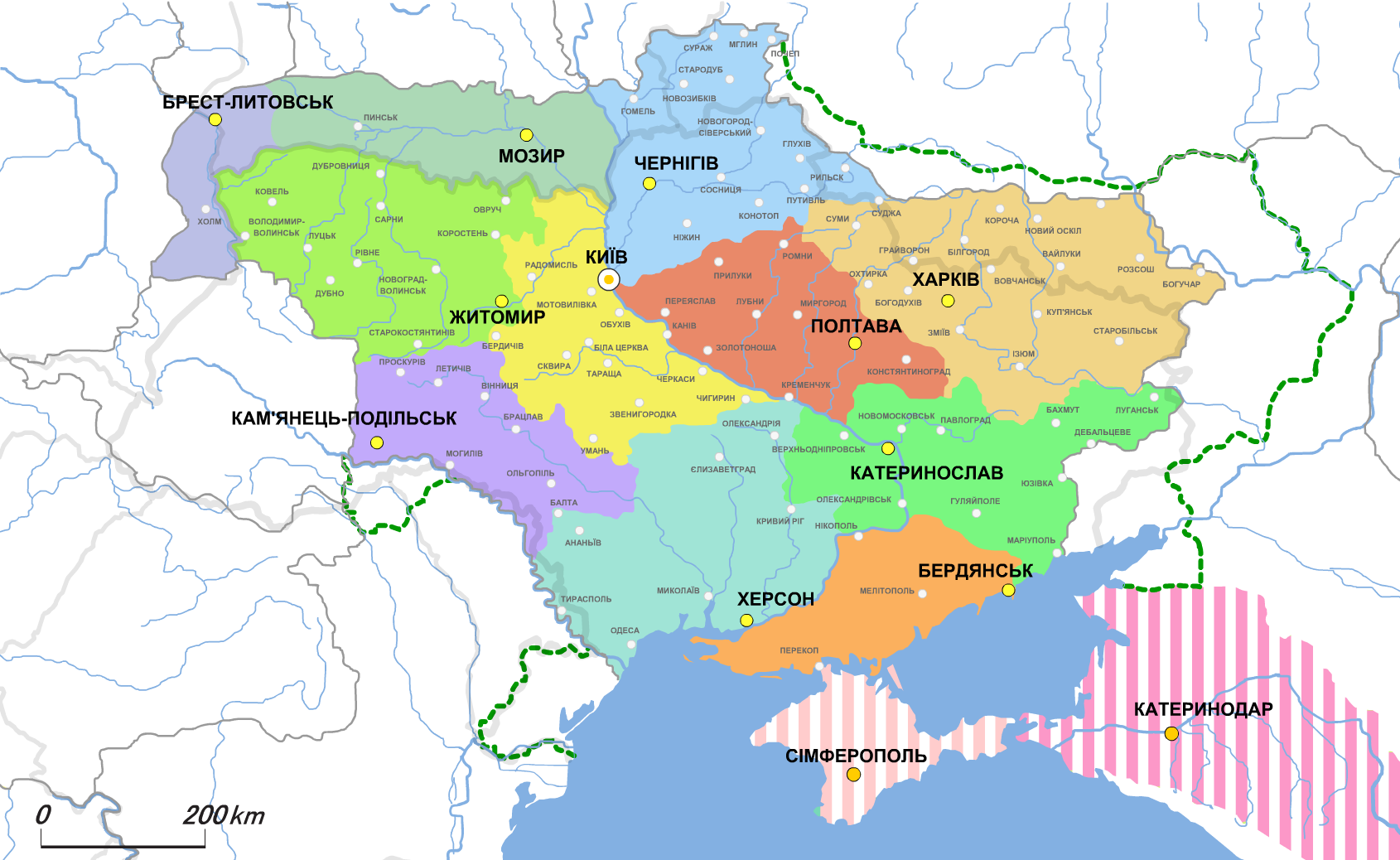
Territoriale Gliederung des Hetmanats. Hellgraue Linie: Grenze der heutigen Ukraine, grün-gestrichelte Linie Gebietsansprüche des Hetmanats

| Provinz                     | Provinzzentrum     |
| --------------------------- | ------------------ |
| Gouvernement Wolhynien      | Schytomyr          |
| Gouvernement Jekaterinoslaw | Jekaterinoslaw     |
| Gouvernement Kiew           | Kiew               |
| Gouvernement Podolien       | Kamjanez-Podilskyj |
| Gouvernement Poltawa        | Poltawa            |
| Gouvernement Charkiw        | Charkiw            |
| Gouvernement Cherson        | Cherson            |
| Gouvernement Cholm          | Brest-Litowsk      |
| Gouvernement Tschernihiw    | Tschernihiw        |
| Okrug Polesien              | Mosyr              |
| Okrug Taurien               | Berdjansk          |
| Krim-Regionalregierung 1    | Simferopol         |
| Volksrepublik Kuban 1       | Krasnodar          |

## Ähnliche Staatsgebilde
Gegen Ende des Ersten Weltkrieges gründete das Deutsche Kaiserreich auf dem Gebiet des ehemaligen Russischen Kaiserreiches mehrere Satellitenstaaten, die weder voll unabhängig noch souverän waren.
- Herzogtum Kurland und Semgallen
- Königreich Finnland
- Königreich Litauen
- Vereinigtes Baltisches Herzogtum
- Regentschaftskönigreich Polen
- Weißrussische Volksrepublik

Durch das rasche Kriegsende wurden diese ehemaligen deutschen Hegemoniegebilde mit Ausnahme der Weißrussischen Volksrepublik zu Keimzellen von tatsächlich unabhängigen Staaten.